# Igor Kovačević
Igor Kovačević je pop pevač rođen u Brčkom (Bosna i Hercegovina), koji od 1983. godine živi i radi u Baru, Crna Gora. Poznat je po pesmi „Džaba“, kojom se 2023. vratio na muzičku scenu.

## Biografija i karijera
Kovačević je muzičku karijeru započeo početkom 1989. godine, kada je u studiju „Олимп“ u Beogradu, u saradnji sa Božidarom Gagovićem, snimio osam pesama u pop-rok stilu.
Godine 1992. snima baladu pod nazivom „Reci mi“ (pravi naziv: „Proklet grad“), na tekst Božidara Gagovića i aranžman Miodraga Boleta Boškovića. Pesma je emitovana na mnogim radio-stanicama u bivšoj Jugoslaviji i sa njom se pojavio i na programu Televizije Crne Gore (TVCG).
Godine 1994. u saradnji sa Marinkom Pavićevićem, koji potpisuje muziku i tekst, i aranžerom Dejanom Božovićem, snima pesmu „Barba stari“, autentičnu mediteransku numeru, koju prijavljuje za festivalsko izvođenje u Budvi te godine.
Godine 2000. snima CD sa četiri pesme:
- **„Subota“** – tekst i muzika: Dejan Perišić
- **„Spavaj“** – tekst i muzika: Srđan Milivojević–Sikac
- **„Ana“** – obrada hita grupe *Srebrna krila*, autor: Đorđe Novković
- **„Ljubav prokleta“** – tekst i muzika: Srđan Milivojević–Sikac

Nakon objave ovog CD-a, povlači se sa muzičke scene i pravi dugu pauzu.

## Povratak na scenu
U oktobru 2023. godine, u Užicu, Kovačević u saradnji sa Vladimirom i Srđanom Milivojevićem–Sikcem snima singl „Džaba“. Pesma je ubrzo emitovana na brojnim radio stanicama širom bivše Jugoslavije i označila je njegov povratak na muzičku scenu.
Spot za pesmu „Džaba“ najavljen je početkom 2024. godine, a sniman je na lokacijama u Baru uz produkciju „ACMIGO“ i režiju braće Bulatović.

## Diskografija
- „Reci mi“ / „Proklet grad“ (1992)
- „Barba stari“ (1994)
- **CD** (2000):
  - „Subota“
  - „Spavaj“
  - „Ana“ (obrada)
  - „Ljubav prokleta“
- „Džaba“ (2023)

## Stilske odlike
Kovačevićev muzički izraz obuhvata pop, pop-rok i mediteranski pop. Njegove pesme su emotivne i melodične, često sa nostalgičnim prizvukom i prepoznatljivim glasom, a povratnički singl „Džaba“ oslikava njegov savremen pristup produkciji.

## Spoljašnje veze
- Pesma „Džaba“ na YouTube-u
- Bar Info o ekranizaciji pesme
- Kolumna o Igoru Kovačeviću – Jedro Bar